# Goldgecko
Der Goldgecko (Gekko badenii, Syn.: Gekko ulikovskii), auch Vietnam-Goldgecko oder Gelber Vietnamgecko genannt, ist ein nachtaktiver Gecko, mittelgroß von bis zu 25 cm Länge. Er ist eine Art der Gattung Gekko.
Die Art wurde 1994 kurz hintereinander von zwei Forschergruppen beschrieben: Erstmals am 15. April 1994 von Shcherbak & Nekrasova als G. badenii und am 15. Mai von Darevsky & Orlov als G. ulikovskii. Wie üblich in der biologischen Nomenklatur hat der erste Name und damit G. badenii Vorrang.

## Merkmale
Der Goldgecko ist ein mittelgroßer bis großer nachtaktiver Gecko mit einer Körperlänge von bis zu 25 cm.
Die 21 von Nguyen et al. untersuchten Tiere haben eine Kopf-Rumpf-Länge von bis zu 10,8 cm und eine Schwanzlänge von bis zu 11,2 cm. Dabei schwankt das Verhältnis von Kopf-Rumpf-Länge zu Schwanzlänge zwischen 0,81 und 1,28; der Schwanz kann also etwas länger oder etwas kürzer als die Kopf-Rumpf-Länge sein. Damit ist er kleiner als der ebenfalls in Vietnam lebende Tokeh (Gekko gecko), der sich durch eine Kopf-Rumpf-Länge größer als 11 cm auszeichnet. Der Goldgecko besitzt flache, kleine Schuppen. Um die Körpermitte haben die untersuchten Tiere 114–136 Schuppen. Zwischen den Nasenschuppen (Scutum nasale) liegen 0–3 Schuppen (Scutum internasale). Männchen haben vor der Kloake 10–18 Poren.
Auf der Oberseite ist er hellgelb bis hellorange gefärbt mit 4–8 hellen, fast weißlich wirkenden Querstreifen vom Nacken bis zum Schwanz. Die Extremitäten sind hellrosa bis weißlich gefärbt. Die Bauchseite ist ebenfalls weißlich. Die Weibchen bleiben etwas kleiner als die Männchen und haben meist eine eher bräunliche Färbung.

## Verbreitung

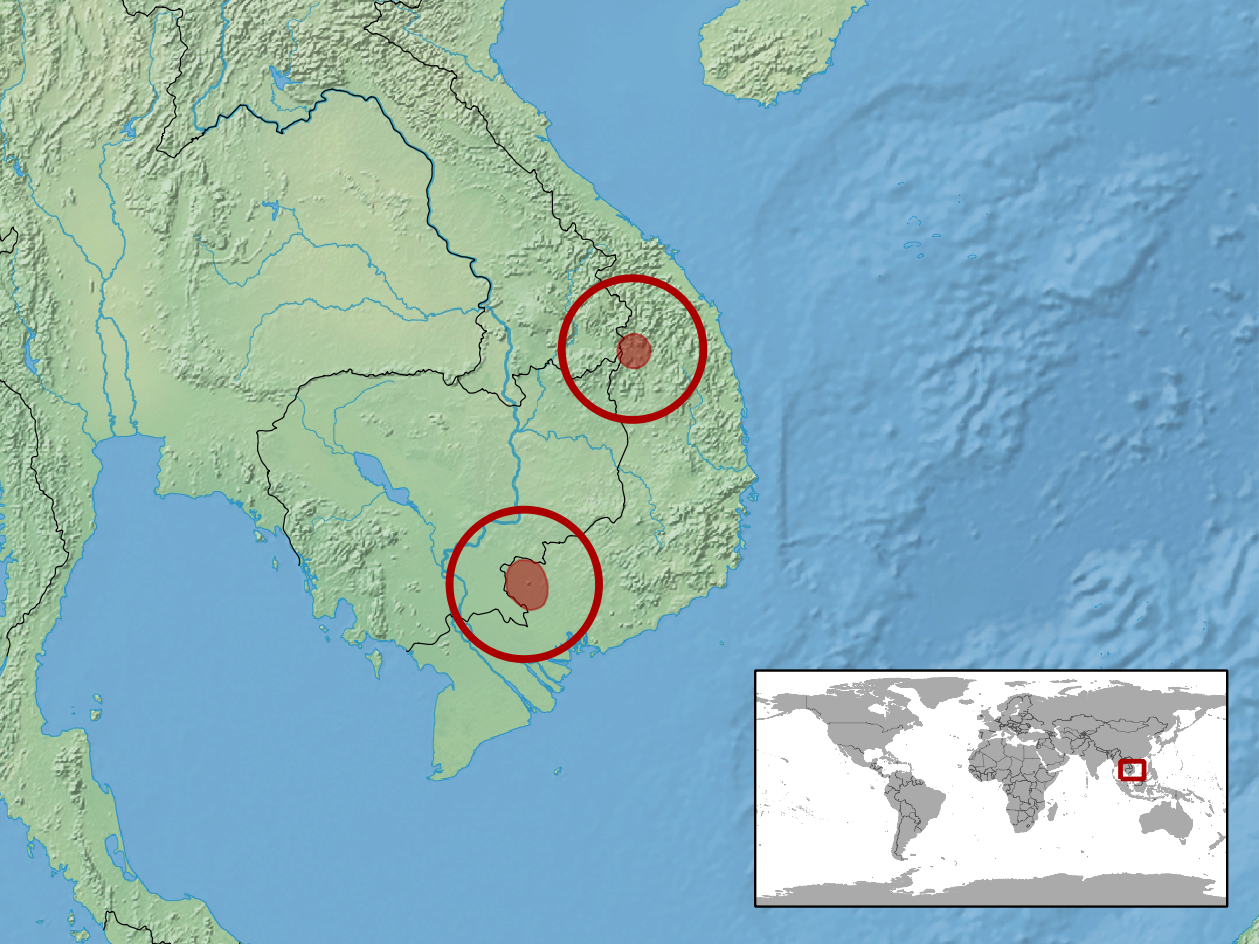
Verbreitungsgebiet

Der Goldgecko lebt in Vietnam. Shcherbak und Nekrasova beschrieben Tiere aus der Provinz Tây Ninh, Darevsky und Orlov fanden die Geckos in der Provinz Kon Tum. Genaue Daten zur Verbreitung sind nicht bekannt. Es ist bekannt, dass die Art auf Sandsteinformationen in Übergangsgebieten zum Urwald vorkommt.

## Fortpflanzung
Die Paarung der Goldgeckos findet saisonal bedingt von März bis September statt.
Der Goldgecko legt wie alle Geckos der Gattung Gekko zwei hartschalige Eier. Diese werden an den Untergrund geklebt.
Die Jungen schlüpfen bei einer Temperatur von 25–30 °C nach 60–90 Tagen. Brutpflege wird von den Goldgeckos nicht betrieben. Die Jungen werden von den adulten Tieren aktiv gejagt.

## Nahrung
Der Goldgecko frisst neben Insekten, Spinnentieren und kleineren Wirbeltieren auch ab und an Obst wie Bananen.